# Peringia ulvae
Peringia ulvae  (лат.) — вид небольших водных переднежаберных брюхоногих моллюсков, населяющих солоноватые воды. Долгое время рассматривались в составе рода Hydrobia (под названием Hydrobia ulvae).

## Распространение
Литературные данные об ареале часто неоднозначны, поскольку точное определение видов семейства Hydrobiidae исключительно по конхологическим признакам невозможно ввиду их значительной изменчивости. Исследования, основывающиеся на более надёжных признаках (морфологии пениса и характере окраске головы), указывают на то, что вид распространён на побережьях Ваттового, Средиземного, Балтийского, Северного и Белого морей.

## Описание
Раковина длиной до 6 мм, чаще до 4 мм, правозакрученная, с 5—7 оборотами, разделёнными глубокой бороздой. 
Характерная тупая форма пениса. Щупальца часто с пигментным пятном, расположенным дальше своей длины от конца щупальца, впрочем, авторами указывается, что внутри подсемейства Hydrobiinae определение вида по одной пигментации неточно. 

## Экология
Как и другие представители семейства Hydrobiidae, питаются водорослями, которые соскабливают с субстрата тёркой. Служат пищей морским птицам и беспозвоночным хищникам (например, хищным улиткам Amauropsis islandica (Naticidae)).

### Конкуренция
Представители Peringia ulvae вступают в конкурентные взаимоотношения с другими видами семейства Hydrobiidae. При сосуществовании E. ventrosa с Hydrobia acuta neglecta и P. ulvae средние размеры особей выстраиваются от меньшего к большему в приведённом порядке (тогда как развившиеся раздельно особи E. ventrosa и P. ulvae в среднем одного размера). P. ulvae оттесняют E. ventrosa в более опреснённые местообитания, а сами обитают в более солёных.

### Паразиты
На Белом море на данных улитках паразитируют трематоды: Himasthla sp. (Echinostomatidae), Bunocotyle progenetica (Bunocotylidae), Cryptocotyle conсava (Heterophyidae) и представители семейств Notocotylidae и Microphallidae. Все они могут кастрировать моллюсков (вызывая значительное уменьшение размера пениса и почти полное прекращение откладки яиц), а заражение некоторыми из них влечёт за собой гигантизм или, напротив, карликовость хозяев.